# Scotognapha
Scotognapha là một chi nhện trong họ Gnaphosidae.